# Bergbaustadt

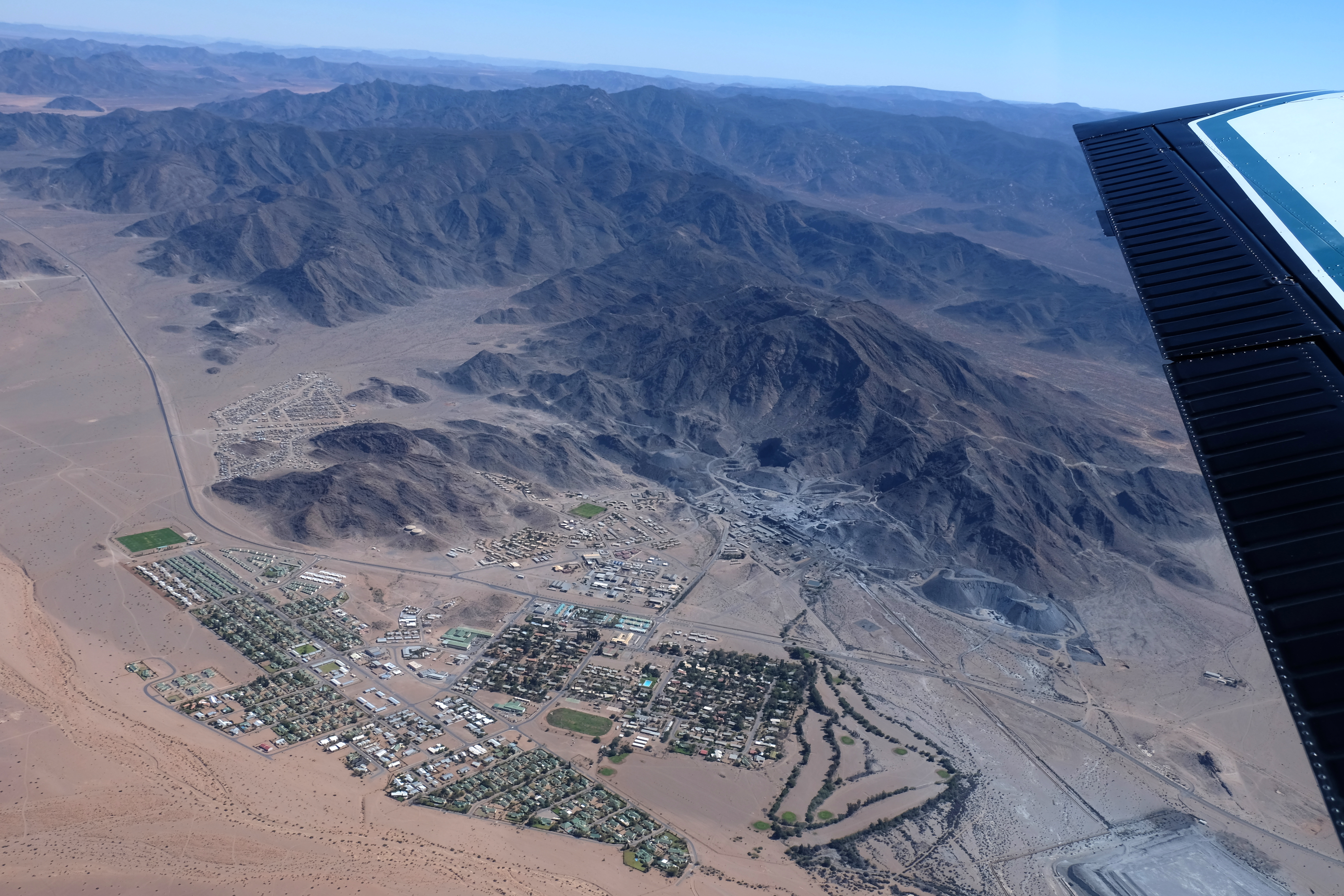
Rosh Pinah, Namibia

Eine Bergbaustadt (englisch Mining town) oder Bergbaugemeinschaft (englisch Mining community) ist eine Siedlung, die für Mitarbeiter eines nahe gelegenen Bergwerkes und deren Familien aufgebaut und unterhalten wird. Die Weltbank spricht von mine-impacted communities, d. h. von Bergwerken beeinflussten Gemeinschaften. Es handelt sich somit um Planstädte, die sich häufig in Privatbesitz von Bergbauunternehmen befinden.
Beispiele von Bergbaustädten sind Arandis, Rosh Pinah und Uis sowie historisch Oranjemund und Kolmanskuppe in Namibia, Tabubil in Papua-Neuguinea, Nowohrodiwka in der Ukraine und Ibbenbüren (Deutschland) oder auch Collie in Australien.
Von einer Bergbaustadt zu unterscheiden ist eine in einigen Staaten Mitteleuropas historisch entwickelte Bergstadt, die rechtliche Sonderstellungen (z. B. bei Steuerfragen) erhalten konnte.
Zu unterscheiden sind Bergbaustädte von reinen Bergarbeitersiedlungen, die sich in Bergbauregionen um und zwischen bestehenden Städten gebildet haben. Als Beispiel dazu seien die Zechenkolonien im Ruhrgebiet genannt.